# 岩崎川
岩崎川（いわさきがわ）は、岩手県紫波郡矢巾町から紫波郡紫波町を流れる一級河川。北上川水系の一つであり、南昌山山麓に端を発し、紫波町で北上川に合流する。

## 概要
流域には北ノ沢大滝、幣懸の滝などの瀑布や、矢巾温泉、アースダムの煙山ダムなどが存在し、カスリーン台風の際には周辺で浸水が発生したため災害対策が行われている。今の煙山ダムにはかつて宮沢賢治ゆかりの白い石原があり、現在ではダムに沈んでいる。